# Bataille de Villefranche-de-Rouergue
 (février 2017).
Si vous disposez d'ouvrages ou d'articles de référence ou si vous connaissez des sites web de qualité traitant du thème abordé ici, merci de compléter l'article en donnant les références utiles à sa vérifiabilité et en les liant à la section « Notes et références ».
Les 16 et 17 septembre 1943, pendant l'occupation allemande, la ville de Villefranche-de-Rouergue est le théâtre d'une mutinerie contre l'occupant.

## Histoire
Dans la nuit du 16 au 17, le 13e bataillon de pionniers de la 13e division SS — composé en majorité de Bosniaques musulmans et Croates, selon la terminologie d'alors, et d'un quart de Croates catholiques, tous enrôlés de force dans l'armée allemande — se rebelle. Après avoir pris les armes et une fois les officiers allemands exécutés, les insurgés, sous la direction de six jeunes lieutenants parviennent à prendre le contrôle de la ville et libèrent, l'espace d'une journée, Villefranche-de-Rouergue de la tutelle de l'occupant allemand.
Cependant, le commandement allemand est rapidement alerté et y dépêche depuis ses garnisons voisines d'importants renforts pour en reprendre possession. Après des combats de rue meurtriers face à des insurgés sous-équipés et inférieurs en nombre, les Allemands reprennent pied à Villefranche notamment grâce l'aide du Commandant SS Halim Malkoč. Une partie des survivants sont exécutés par les autorités allemandes et ensevelis au lieu-dit du Champ des martyrs croates, 265 autres sont déportés au camp de concentration de Neuengamme où des dizaines d'entre eux trouvent la mort. Bien que l'acte héroïque de ces jeunes hommes tourne à la tragédie, Radio Londres s'en fait l'écho, qualifiant Villefranche-de-Rouergue de seule ville de l'Europe de l'Ouest libérée de l'occupation allemande. Les chefs présumés de cette rébellion sont le musulman Ferid Džanić (en) et les catholiques Eduard Matutinović, Nikola Vukelić, Božo Jelenek. Džanić et Vukelić sont tués pendant les combats avec les Allemands, tandis que Jelenek et Matutinović parviennent à gagner le maquis. Jelenek obtient même le grade d'officier, et est plus tard décoré de la Légion d'honneur[réf. nécessaire]. En souvenir de ces événements, une avenue de Villefranche-de-Rouergue a été rebaptisée, au lendemain de la guerre, avenue des Croates.